# Mecom Group
Mecom Group plc er et investeringsselskab med base i London, der specialiserer sig i medievirksomheder. Mecom er noteret i Alternative Investment Market på fondsbørsen i London og har aktiviteter i Norge, Danmark, Nederlandene, Polen, Ukraine og Litauen.
Mecom blev grundlagt i 2000 af den nuværende bestyrelsesformand, David Montgomery, der er tidligere administrerende direktør i Mirror-gruppen og redaktør for The Sun, News of the World og Today. Størstedelen af Mecoms udgivelser er regionale aviser, men Mecom er også engageret i magasiner, radio, tv og internet. 
I 2005 købte Mecom Berliner Verlag, der udgiver Berliner Zeitung og tabloidavisen Berliner Kurier. Senere købte den Hamburger Morgenpost, de nederlandske selskaber Media Groep Limburg og regionalavisselskabet Wegener samt norske Orklas tidligere medieaktiviter, der bestod af Edda Media, Rzeczpospolita og Berlingske Media fra Danmark. Hos Berlingske afstedkom Mecoms overtagelse af officinet uro blandt de ansatte, der frygter fyringer grundet Mecoms fokus på økonomien, ligesom 19 ud af 30 ledere i chefgruppen er stoppet.
I foråret 2007 blev hovedaktionærerne enige om at investere yderligere 6,5 mia. kr. for at kunne ekspandere yderligere og blive Europas næststørste mediekoncern.
Mecom ejede i januar 2008 300 avistitler, som udgav 30 millioner aviser ugentligt og havde 18 millioner unikke brugere månedligt på selskabets mange websites. I 2009 blev Mecoms tyske aktiviteter frasolgt og de norske aktiviteter indskrænket.